# 秦皇岛海洋食品
秦皇岛海洋食品有限公司是一家位于中华人民共和国河北省秦皇岛市海港区的食品生产企业，始建于1960年。公司原名中国人民解放军第4003工厂，原属中国人民解放军海军后勤部。2001年，中国人民解放军第4003工厂移交中国蓝星（集团）股份有限公司，改名秦皇岛海洋食品总厂。2015年底，秦皇岛海洋食品总厂被转让，成为民营企业。

## 历史
秦皇岛海洋食品有限公司原名中国人民解放军第4003工厂，1960年成立，1964年投入生产，隶属中国人民解放军海军后勤部，曾是中国人民解放军唯一兼具研发、生产、销售的大型综合食品加工企业。朱德、杨尚昆、洪学智、刘华清等政军领导曾视察第4003工厂。杨尚昆曾为工厂题词“生产优质食品，满足部队需要”。
2001年，4003工厂移交中国蓝星（集团）股份有限公司，改名秦皇岛海洋食品总厂。2010年，秦皇岛海洋食品总厂在秦皇岛北部工业区投资兴建新厂区。2015年11月，中国蓝星将秦皇岛海洋食品总厂整体产权及1535.163013万元债权在北京产权交易所挂牌交易，挂牌价2406.893013万元人民币。同年12月转让成交。2016年1月，公司完成工商注册变更，成为北京市宇邦天业投资发展有限公司全资子公司。

## 产品
秦皇岛海洋食品有限公司产品包括各种罐头、压缩干粮、自热食品、即食食品、汤制品等六个大类，品种超过百种，年产能超过两万吨。公司累计为部队生产的压缩干粮、罐头超过36.5万吨，累计出口、内销量达15.8万吨。工厂为唐山大地震救灾、对越自卫反击战、1998年中国水灾救灾、汶川大地震救灾、驻外维和与工程部队生产了大量食品。
公司拥有注册商标“北戴河”、“900”、“4003”、“滨城春”等。